# Ревейон (усадьба)
Усадьба Ревейон (фр. château de Réveillon) — шато XVII века в коммуне Ревейон в департаменте Марна на северо-востоке Франции, в 82 километрах к востоку от Парижа.
Усадьба была построена в 1607—1617 годах для Клода д’Ансиенвиля на месте бывшего замка. Маркиз д’Аржансон (1694—1757), знакомый Вольтера, был владельцем Ревейона. Он заказал фронтон с Минервой и устроил классический французский сад, но, разорившись, продал имение в 1739 году. Новый владелец, Жюль-Робер де Кот, первый королевский архитектор, заказал фрески с пейзажами и жанровыми крестьянскими сценами.
Во время Первой империи семья Абер-Колль купила имение. Художница Мадлен Лемер (1845—1928), урожд. Колль, всю жизнь проводила каждое лето в Ревейоне, приглашая аристократических гостей или деятелей культуры. Среди них был Марсель Пруст, который провёл здесь месяц летом 1894 года с Рейнальдо Аном и ещё в 1895 году. Пруст особенно любил аллеи конских каштанов, описанных в романе «Жан Сантёй» (Jean Santeuil). Он также описал атмосферу усадьбы в другом романе — «В поисках утраченного времени»: усадьба Распельер похожа на Ревейон, где госпожа Лемер задавала тон наподобие госпожи Вердюрен.
После Второй мировой войны Ревейон постепенно приходил в упадок. Новые владельцы с 1992 года реставрировали усадьбу.

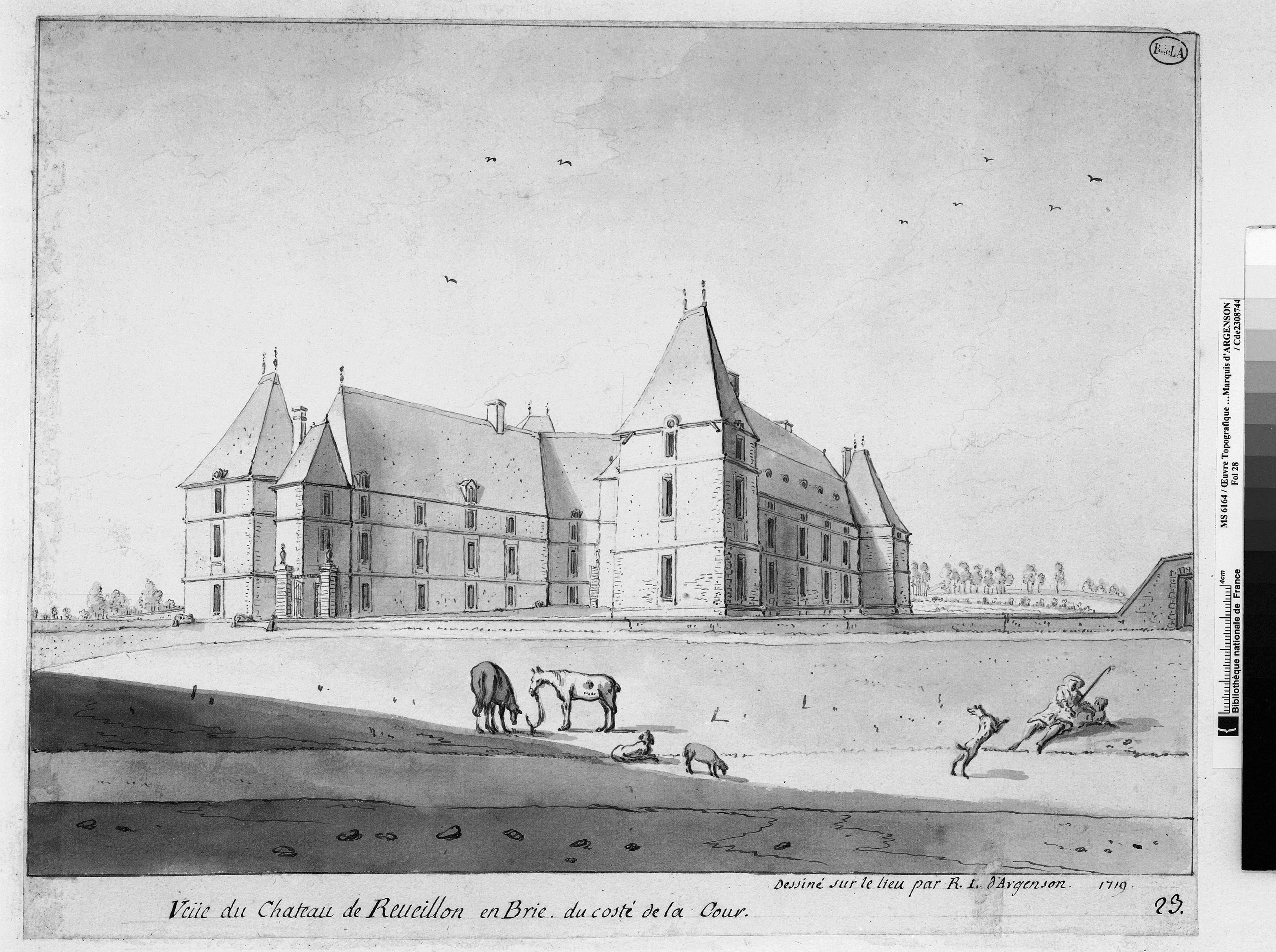
Ревейон, рисунок Аржансона 1719 года
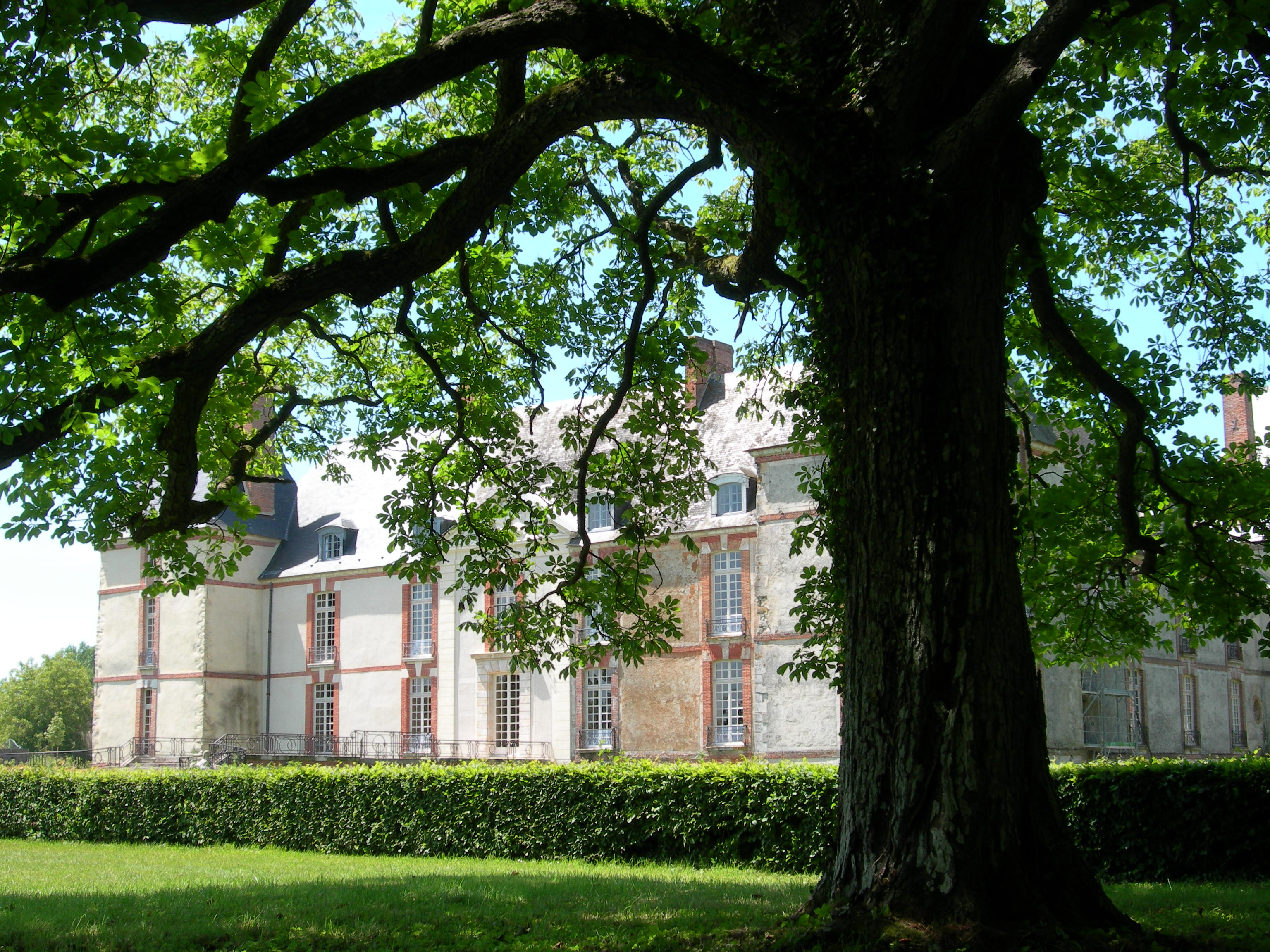
Каштан, любимый Прустом
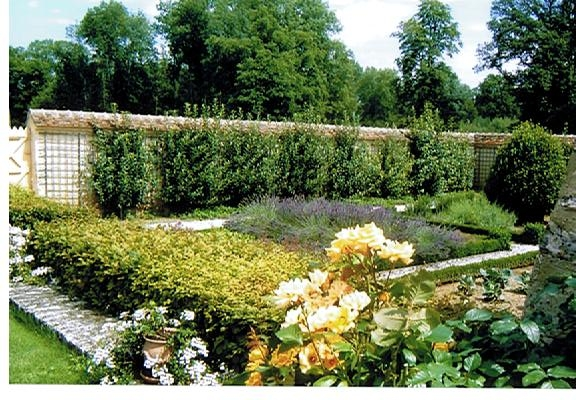
Огород
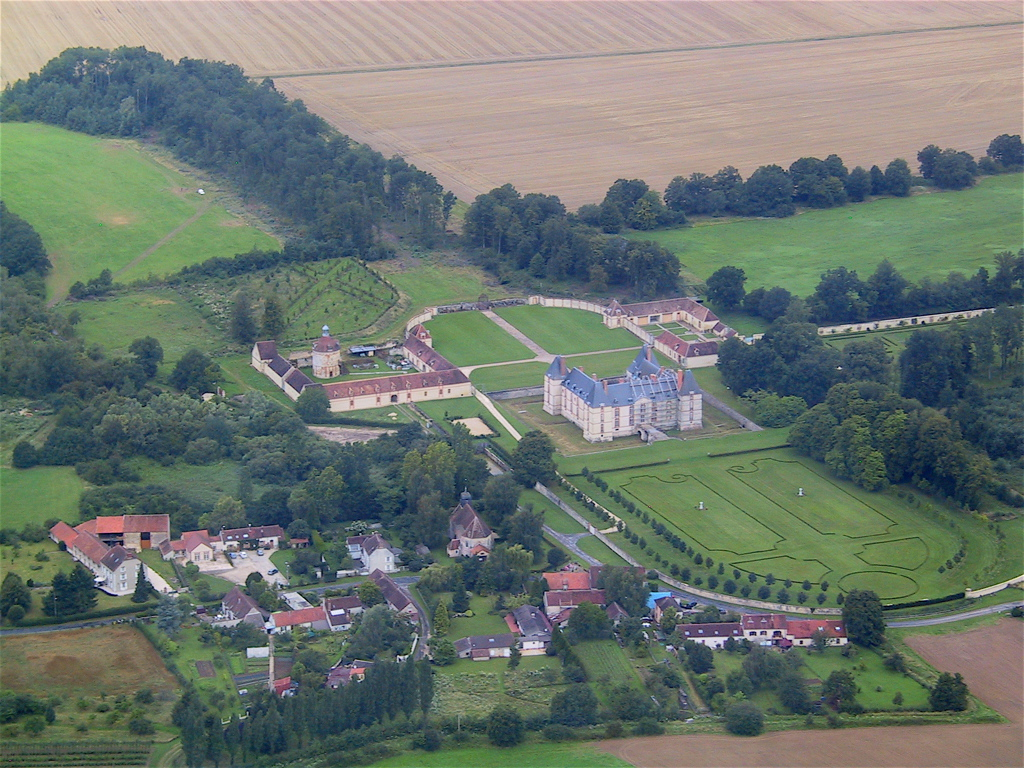
Село и шато